# Donald Shaw Mac Laughlan
Donald Shaw Mac Laughlan (1876-1938) est un artiste peintre et graveur canadien-américain, ayant commencé sa carrière en France.

## Biographie
Né à Charlottetown, Mac Laughlan (parfois écrit MacLaughlan ou Maclaughlan) est d'origine canadienne. À Boston, où sa famille s'installe, il apprend l'art de peindre dans l'atelier de E. Hamilton[Lequel ?]. Âgé de vingt ans, il décide de partir pour Paris et fréquente l'atelier de Jean-Léon Gérôme et de Jean-Paul Laurens à l'école des Beaux-Arts. Quatre ans plus tard, s'étant lié à Whistler et initié à Rembrandt, il abandonne la peinture pour se consacrer totalement à la gravure, sur cuivre et sur zinc, qu'il avait expérimenté dès 1899. Ses planches reprennent pour la plupart des vues de Paris. En 1902, il publie dans la Gazette des beaux-arts (La Ruelle du pêcheur) et commence d'exposer avec la Société nationale des beaux-arts, et ce, régulièrement jusqu'en 1910, en devenant membre-associé. Aux vues parisiennes, succède des planches inspirées de l'Italie. Mac Laughlan fait un bref séjour américain en 1903, revient à Paris l'année suivante, puis voyage dans toute l'Europe. De 1905 à 1911, il se fixe à Asolo, près de Venise, ville qui lui fournit une nouvelle façon de traduire la lumière. Il fréquente durant son séjour européen des canadiens expatriés, comme les artistes Caroline et Frank Armington, ou encore Clarence Gagnon ; il expose avec la Société des peintres-graveurs français. Il forme à la gravure Herman Armour Webster. 
En 1907, Mac Laughlan travaille à Paris pour Alvin-Beaumont qui entreprend le retirage de plusieurs cuivres de Rembrandt. En 1908, il rejoint le groupe d'artistes sécessionnistes formés par Edward Steichen, la New Society of American Artists ; quelques semaines plus tard, Alfred Stieglitz, impressionné par son travail, l'expose à la 291 Gallery, à New York. En 1911, il expose dans cette même ville chez Arthur H. Hahlo. Mac Laughlan y ouvre un atelier qu'il conserve jusqu'en 1917, revenant régulièrement en Europe. Il laisse entre autres de remarquables vues de Londres et de la campagne anglaise.
En 1908, il épouse Alieen Tillman, originaire de Nashville.
En 1931, il produit une série de planches inspirées de Chicago, ville où il avait exposé dès les années 1920 aux Albert Roullier Art Galleries.
Élu membre de la National Academy of Design de New York en 1938, il meurt peu après à Marrakech.

## Œuvre gravé
Mac Laughlan a produit plus de 300 planches gravées : eaux-fortes, pointes sèches et aquatintes. Elles ont la particularité d'avoir été produites directement sur le support, sans passer par un dessin intermédiaire. Il en imprimait lui-même certaines et fabriquait parfois son encre. Auteur de paysages naturels et urbains, il laisse aussi des portraits dont celui de Jean Frélaut (1902) qui fut son élève,,.

## Galerie

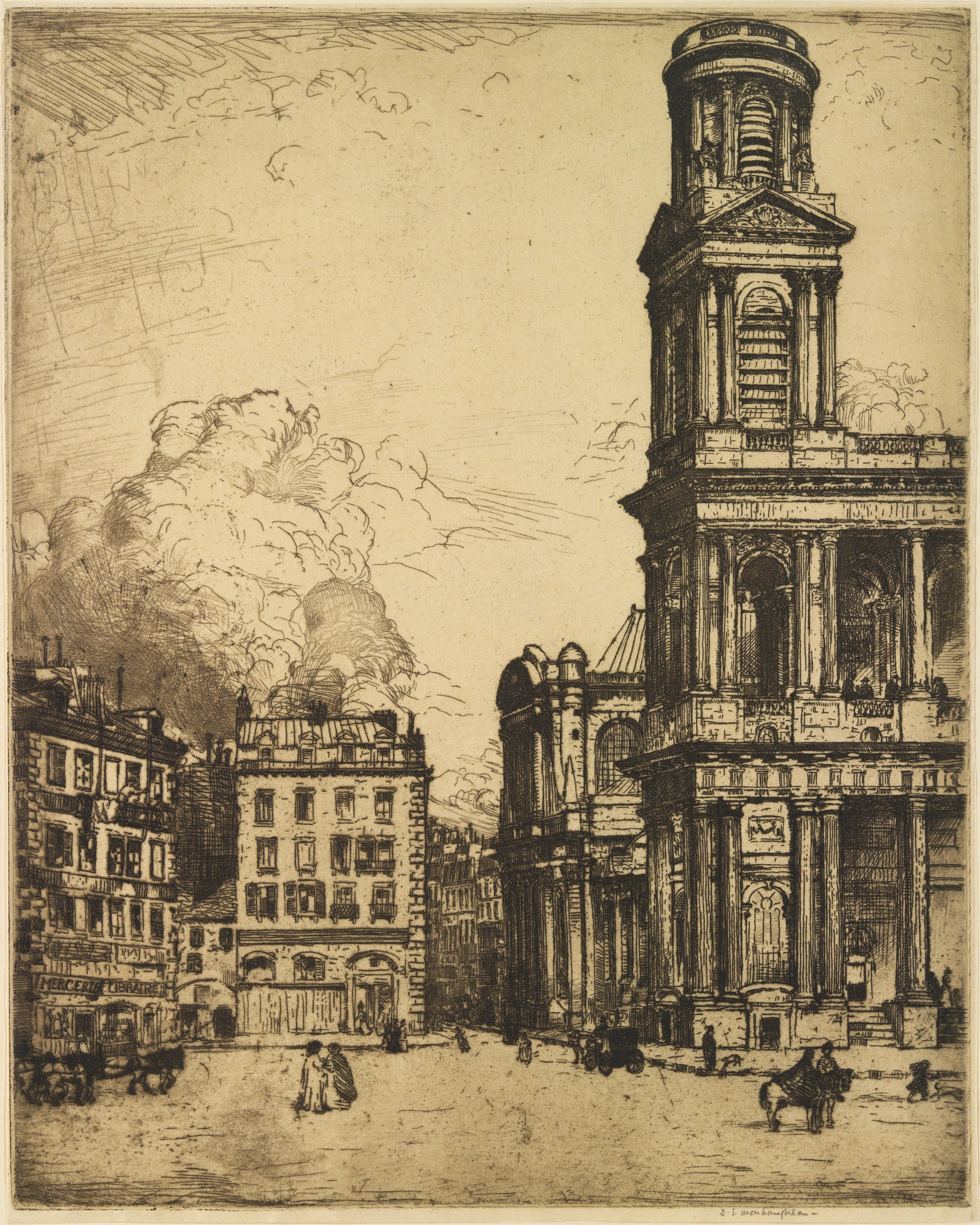
La Grande Tour de Saint-Sulpice, eau-forte, 1900 (Metropolitan Museum of Art)
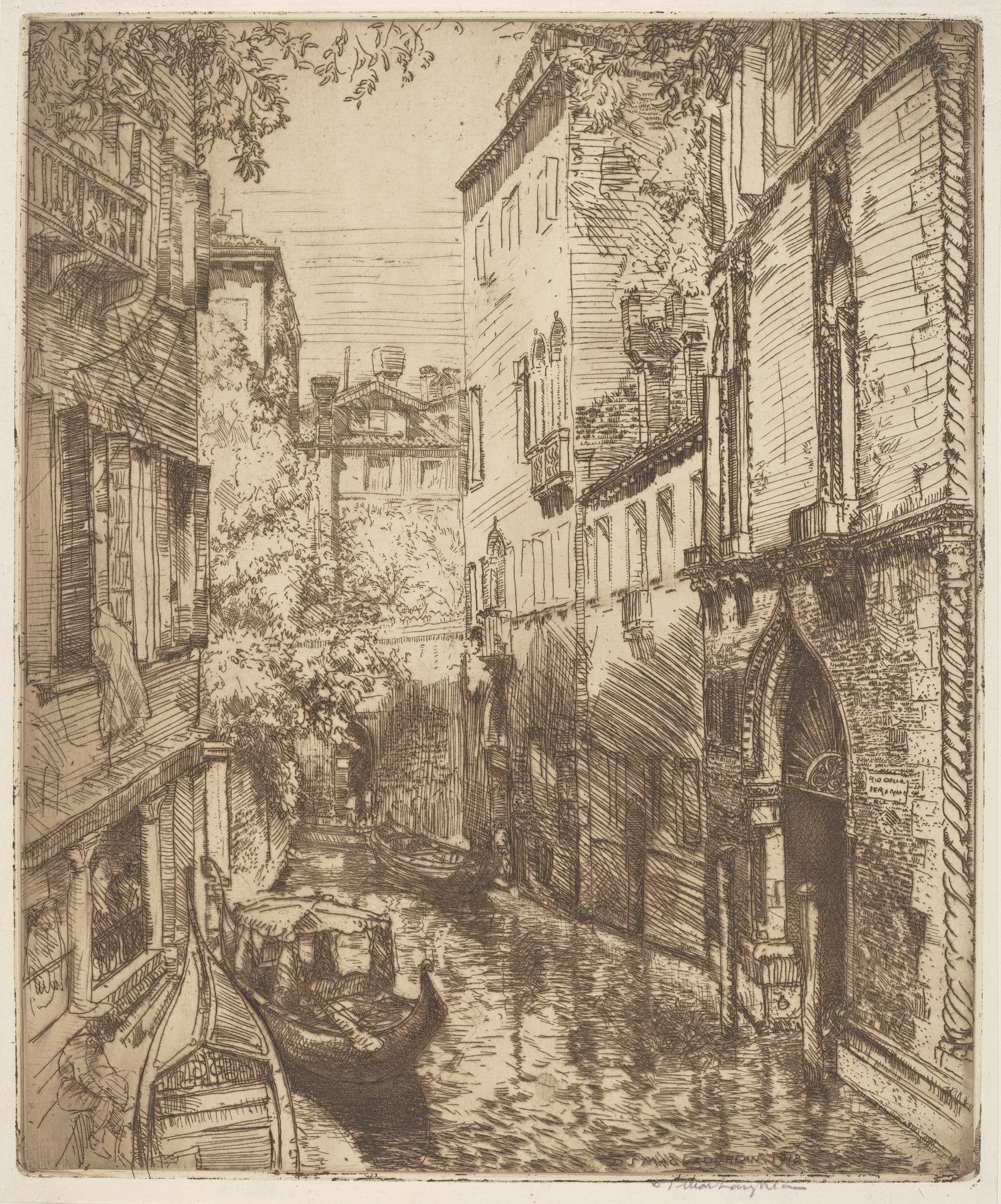
Rio delle Verona, Venise, eau-forte, vers 1912 (Washington, National Gallery of Art)
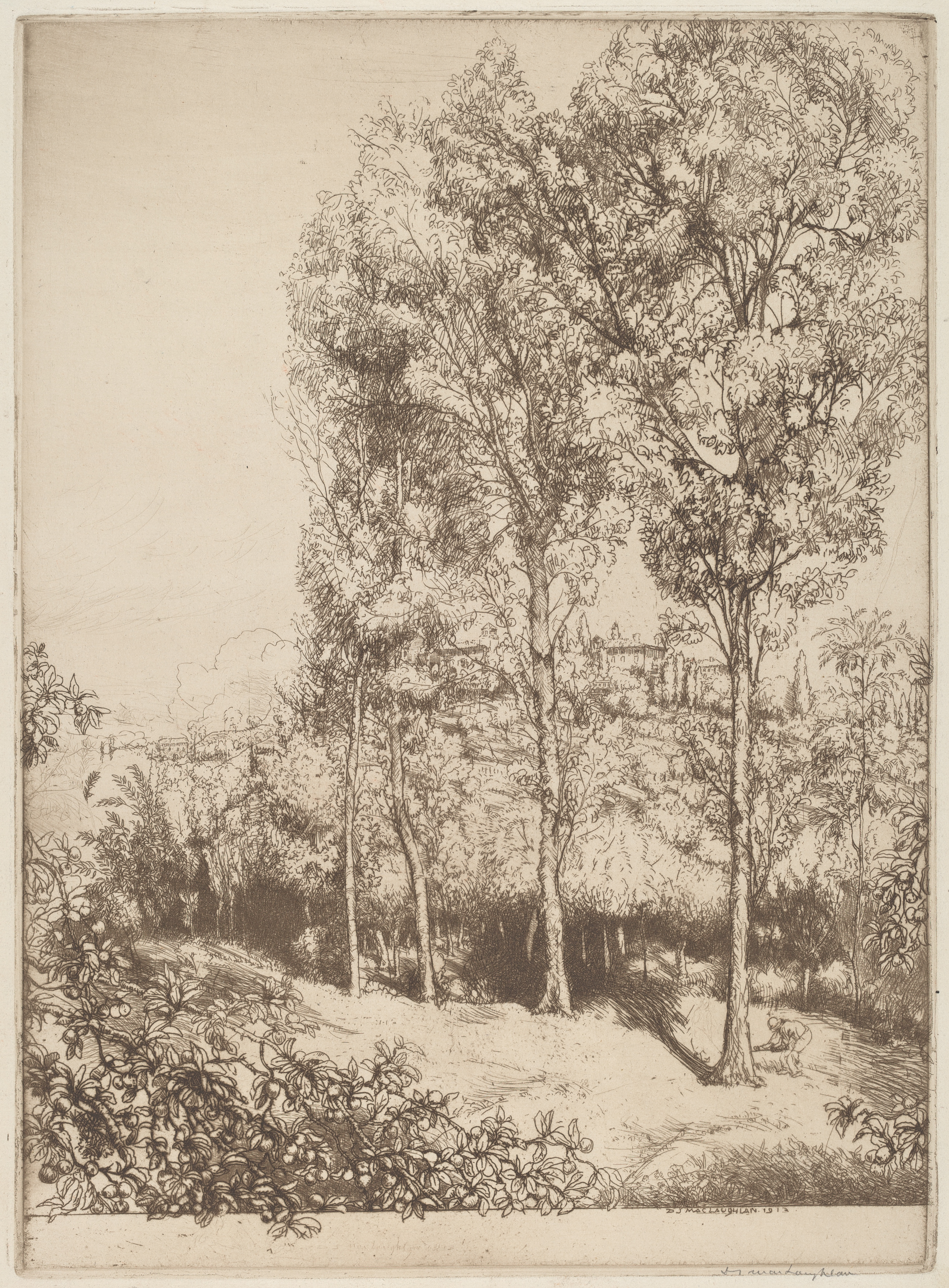
Sunlight and Shadows, eau-forte, 1913 (Washington, National Gallery of Art)